# Mozaikszók listája: B
Ezen a lapon a B betűvel kezdődő mozaikszavak ábécé rend szerinti listája található. A kis- és nagybetűk nem különböznek a besorolás szempontjából.

## Lista: B
- BA – British Airways (brit légitársaság)
- BAH – BAH-csomópont: (Budaörsi út–Alkotás utca–Hegyalja út)
- Bamosz – Befektetési Alapkezelők Magyarországi Szövetsége
- BAR – Banki Adósságnyilvántartó Rendszer
- BASIC – Beginners All-purpose Symbolic Instruction Code
- BÁT – Budapesti Árutőzsde
- BÁV – Bizományi Áruház Vállalat
- BB
  - Balatonboglári Borgazdasági Rt.
  - Bartók Béla műveinek listája
  - Budapest Bank Nyrt.
- BCG – Bacillus Calmette–Guérin
- BAZ (vár)megye – Borsod-Abaúj-Zemplén (vár)megye
- BBC – British Broadcasting Corporation
- BBK – Béke és Barátság kupa
- BBS – Balázs Béla Stúdió
- BBTE
  - Babeş–Bolyai Tudományegyetem
  - Budapesti Budai Torna Egylet
- BC – before Christ (Krisztus előtt)
- BCD – binary coded decimal (binárisan kódolt tizedesjegy)
- BCE – Budapesti Corvinus Egyetem
- BCH
- BCI – Banca Commerciale Italiana
- BDB – Benkó Dixieland Band
- BDF – Berzsenyi Dániel Főiskola
- BDSM – Bondage & discipline (B&D), Domination & submission (D&S), Sadism and masochism (S&M)
- BEAC – Budapesti Egyetemi Atlétikai Club
- BEAG – Budapesti Elektroakusztikai Gyár
- BEK – bajnokcsapatok Európa-kupája
- BÉT – Budapesti Értéktőzsde
- BF – Bayerische Flugzeugwerke
- BFL – Budapest Főváros Levéltára
- BGF – Budapesti Gazdasági Főiskola
- BHC
- BHF – Bhaktivedanta Hittudományi Főiskola
- BHG – Beloiannisz Híradástechnikai Gyár
- BHSE – Budapesti Honvéd Sportegyesület
- BIC – Bank Identification Code (bank azonosító)
- BIOS – Basic Input Output System (alap kimeneti-bemeneti rendszer)
- BIP – Budai Ifjúsági Park
- BIT – Bureau International du Travail (Nemzetközi Munkaügyi Hivatal)
- BIX – Budapest Internet Exchange
- BKE – Budapesti Korcsolyázó Egylet
- BKF – Budapesti Kommunikációs és Üzleti Főiskola
- BKIK – Budapesti Kereskedelmi és Iparkamara
- BKK
  - Budapest Kongresszusi Központ
  - Budapesti Közlekedési Központ
- BKTF – Budapesti Kortárstánc Főiskola
- BKV – Budapesti Közlekedési Vállalat (jelenleg: Budapesti Közlekedési Részvénytársaság)
- BL – Bajnokok Ligája
- BM – Belügyminisztérium
- BME – Budapesti Műszaki Egyetem (jelenleg: Budapesti Műszaki és Gazdaságtudományi Egyetem)
- BMF – Budapesti Műszaki Főiskola
- BMG – Bertelsmann Music Group
- BMW – Bayerische Motoren Werke
- BNV – Budapesti Nemzetközi Vásár
- BOTE – Budapesti Orvostudományi Egyetem
- BRD – Bundesrepublik Deutschland (Német Szövetségi Köztársaság)
- BRFK – Budapesti Rendőr-főkapitányság
- BRG – Budapesti Rádiótechnikai Gyár
- BRB – be right back (rögtön jövök)
- BRT – bruttó regisztertonna
- BS – Budapest Sportcsarnok
- BSA
  - Birmingham Small Arms Company
  - Botanical Society of America
  - Boy Scouts of America
  - Bovine Serum Albumin
  - Business Software Alliance
- BSD – Berkeley Standard Distribution (Berkeley szabványos terjesztés)
- BSE – Bovine spongiforme encephalitis (szarvasmarhák szivacsos agyvelőgyulladása)
- bt – Betéti Társaság
- BTA
  - BTA–6, szovjet csillagászati távcső
  - Baptista Teológiai Akadémia
  - Bolgarszka Telegrama Agencija, a Bolgár Köztársaság hivatalos hírszolgálati irodájának rövidített neve
- BTC – Budapesti Torna Club
- BTK
  - btk. – Büntető Törvénykönyv
  - BTK – bölcsészettudományi kar
- BUX – Budapesti Tőzsdeindex
- BvOP – Büntetés-végrehajtás Országos Parancsnoksága
- BVSC – Budapesti Vasutas Sport Club
- BWV – Bach Werke Verzeichnis (Bach műjegyzékszám)